# Міжнародний фестиваль хорового співу імені Павла Муравського
Міжнародний фестиваль хорового співу імені Павла Муравського — щорічний фестиваль хорового співу на честь видатного українського хорового диригента, Героя України Павла Івановича Муравського, що проходить в його рідному селі Дмитрашківка (Піщанський район, Вінницька область). 
У червні 2010 р. започатковано проведення щорічного конкурсу-фестивалю імені П. Муравського. У першому фестивалі взяли участь колективи з Києва, Вінниці, Умані, Кіровограда, а також з Росії та Польщі. 
Другий конкурс-фестиваль відбувся 24-26 червня 2011 р. У ньому взяли участь хорові колективи з Богуслава, Івано-Франківська та Донецька. 
Третій фестиваль відбувся 28-29 липня 2012 р. та був представлений народними хорами з України, Польщі, Придністров'я.

## Галерея

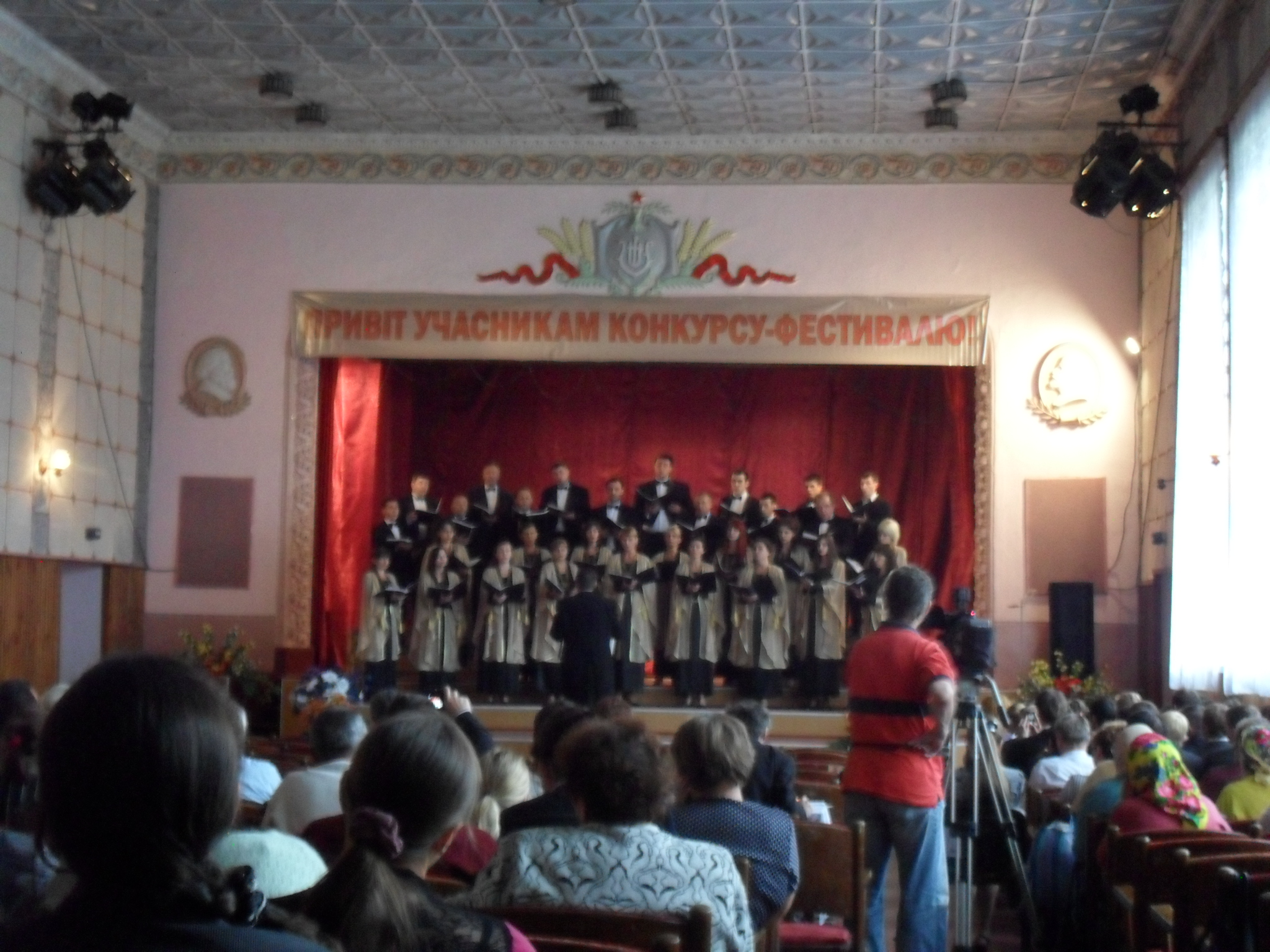
Другий конкурс-фестиваль ім. П.І. Муравського
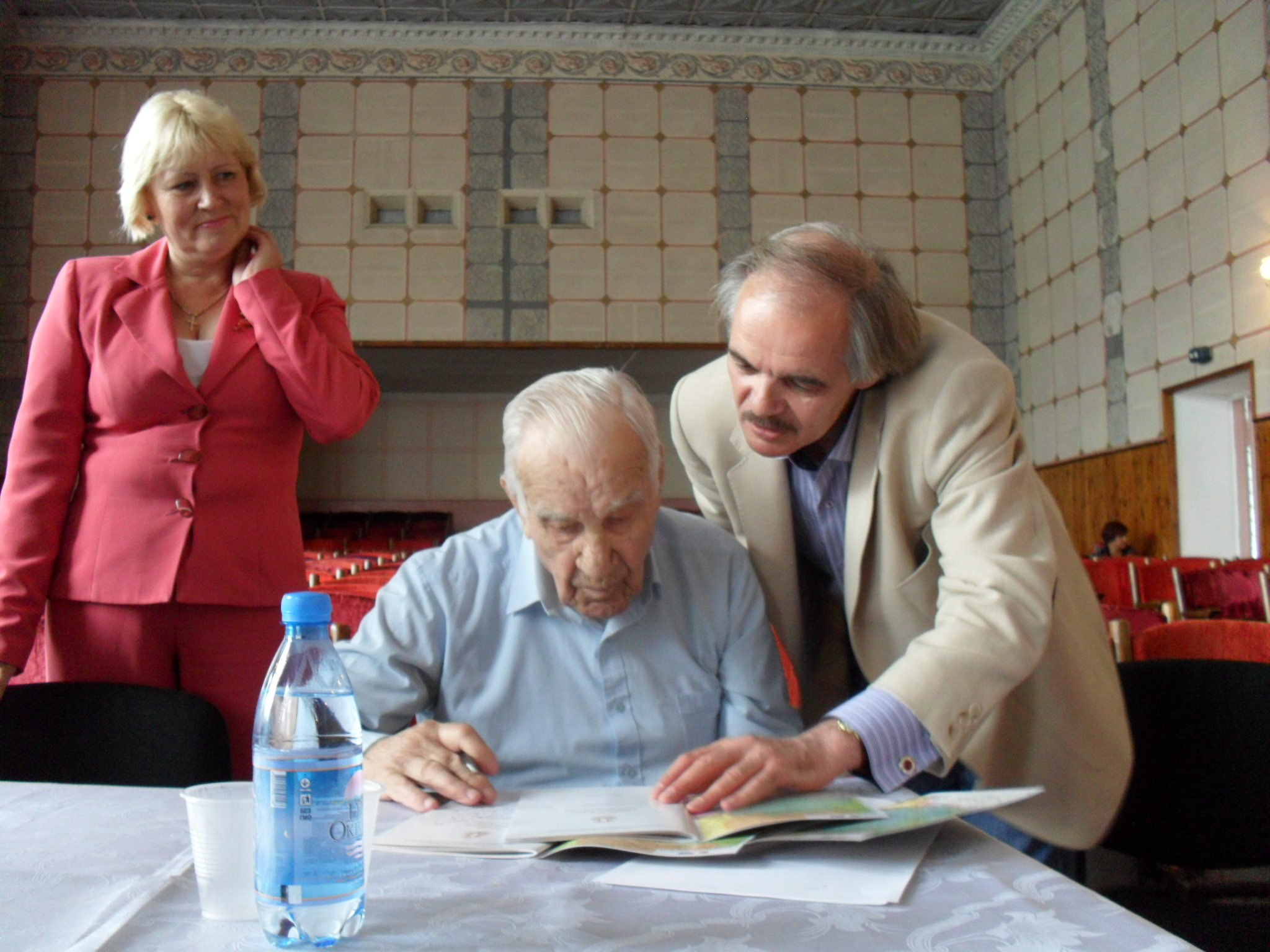
Павло Муравський на фестивалі. На фото: О.М. Луньова (Дмитрашківський сільський голова), П.І. Муравський, Ю.М. Мельник (хоровий диригент, педагог). 2011 рік.
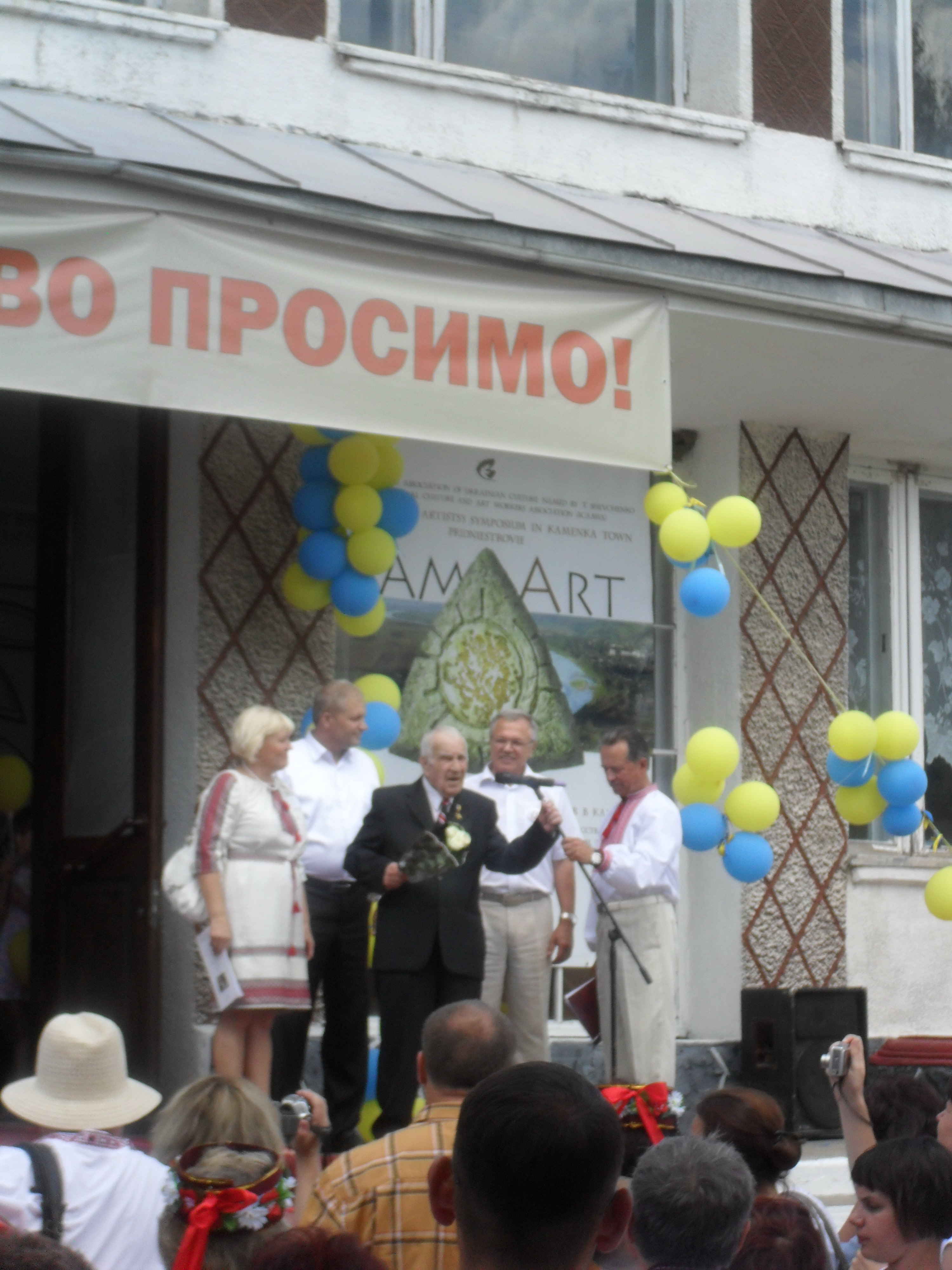
Павло Муравський має промову під час відкриття Третього фестивалю
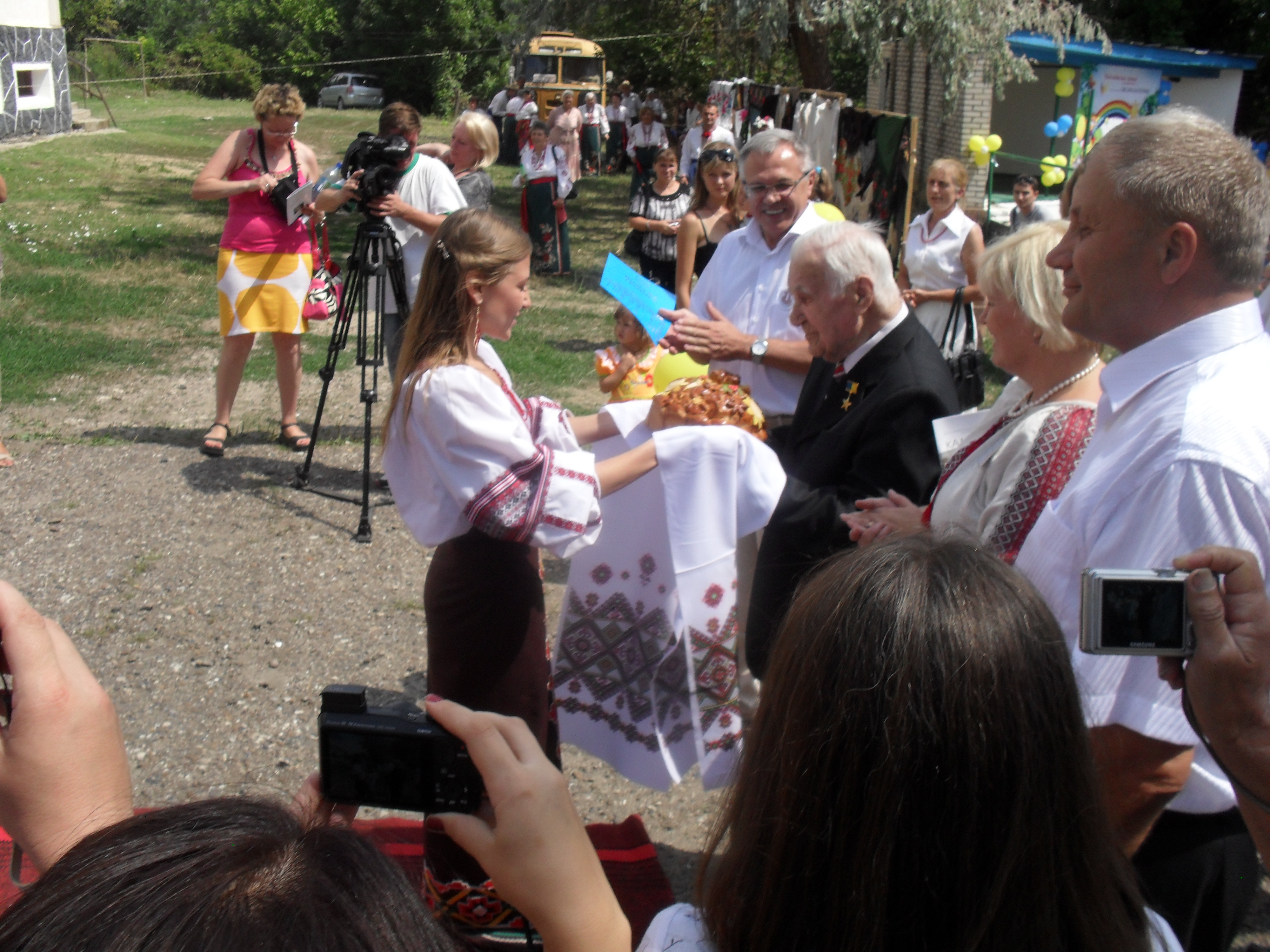
Павла Муравського зустрічають в рідному селі
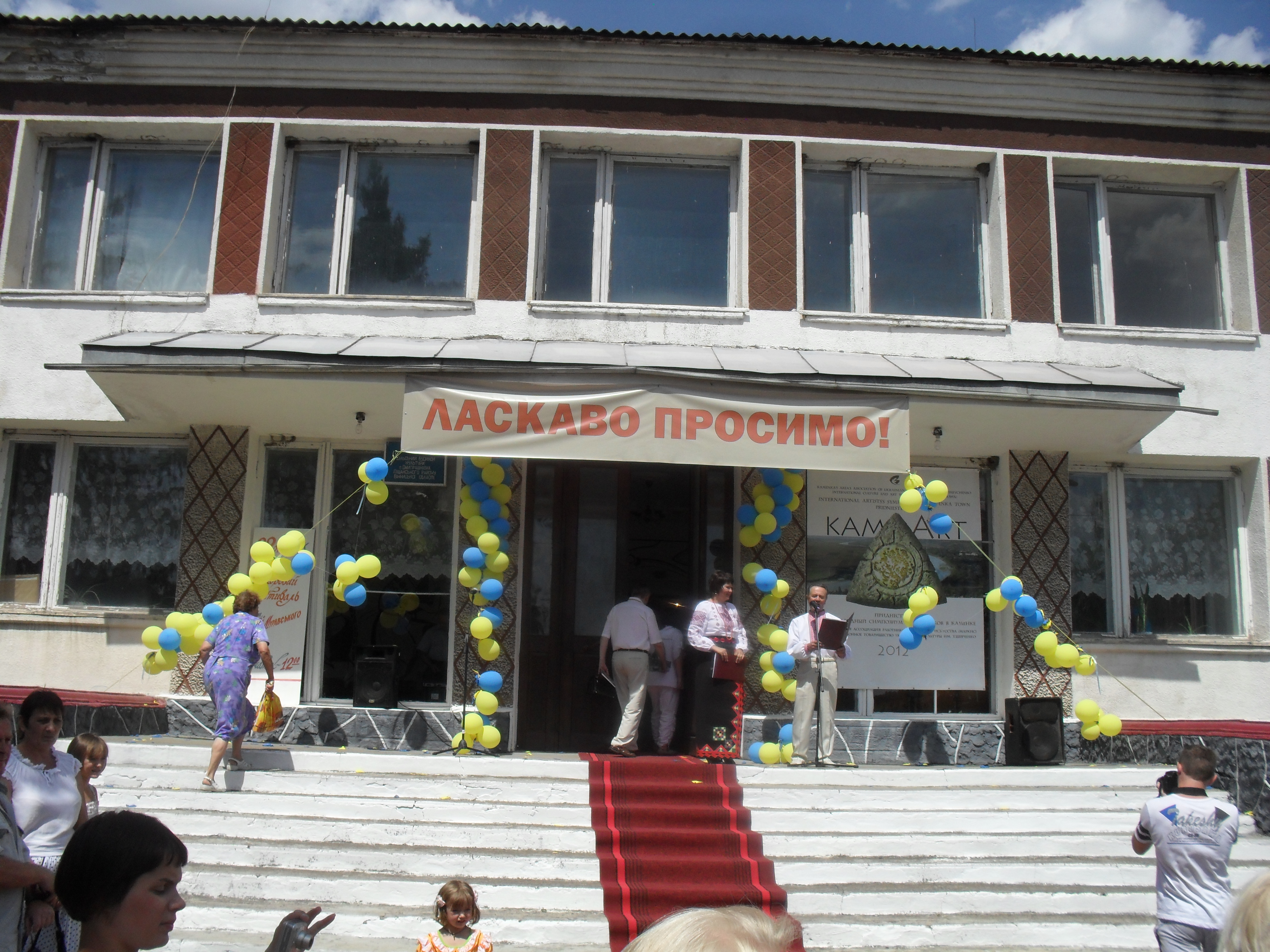
Дмитрашківський сільський будинок культури, де проводиться прослуховування учасників фестивалю
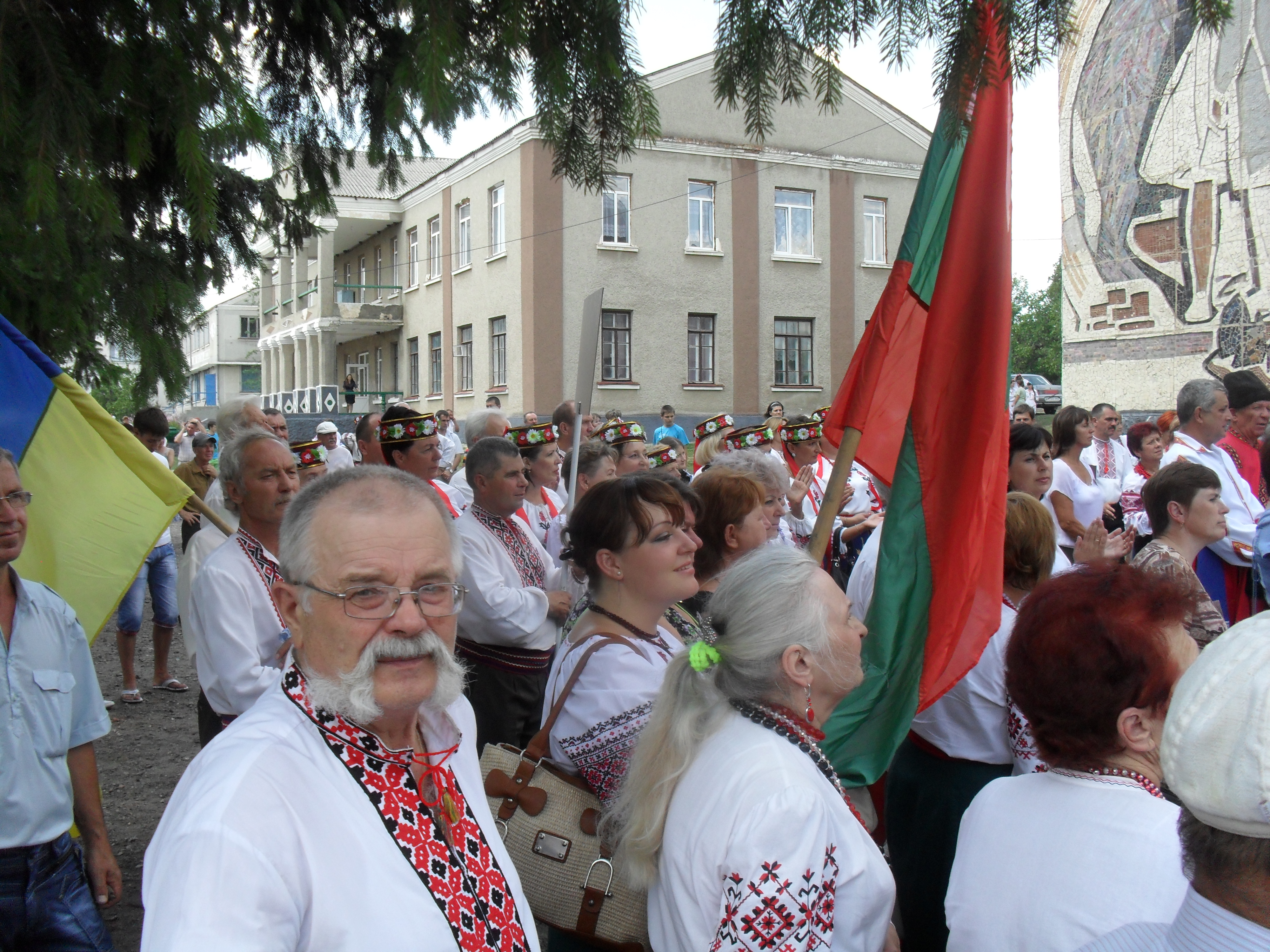
Під час відкриття Третього міжнародного фестивалю
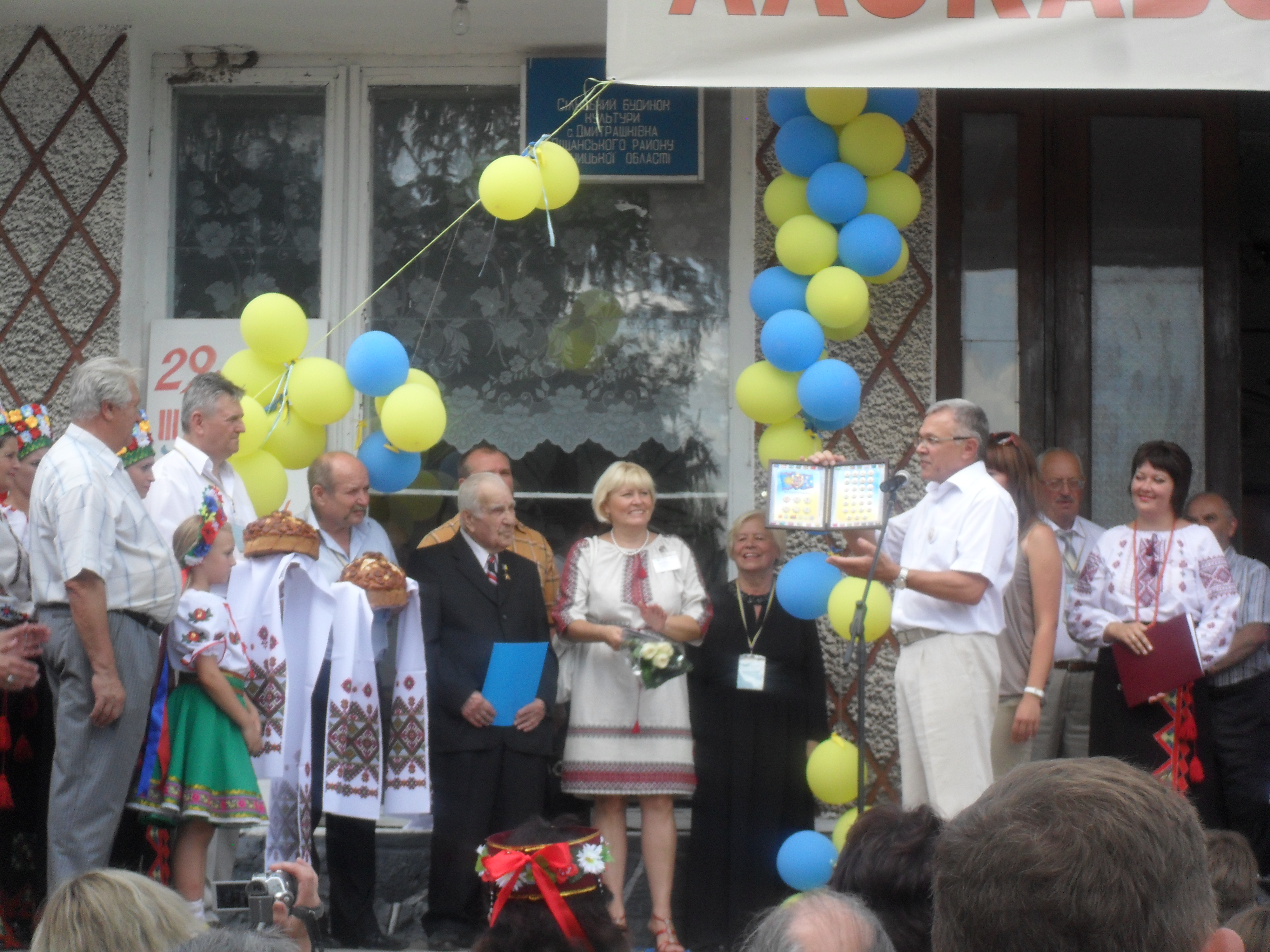
Голова Вінницької обласної ради С.П. Татусяк нагороджує Павла Івановича Муравського пам'ятними подарунками про Вінниччину
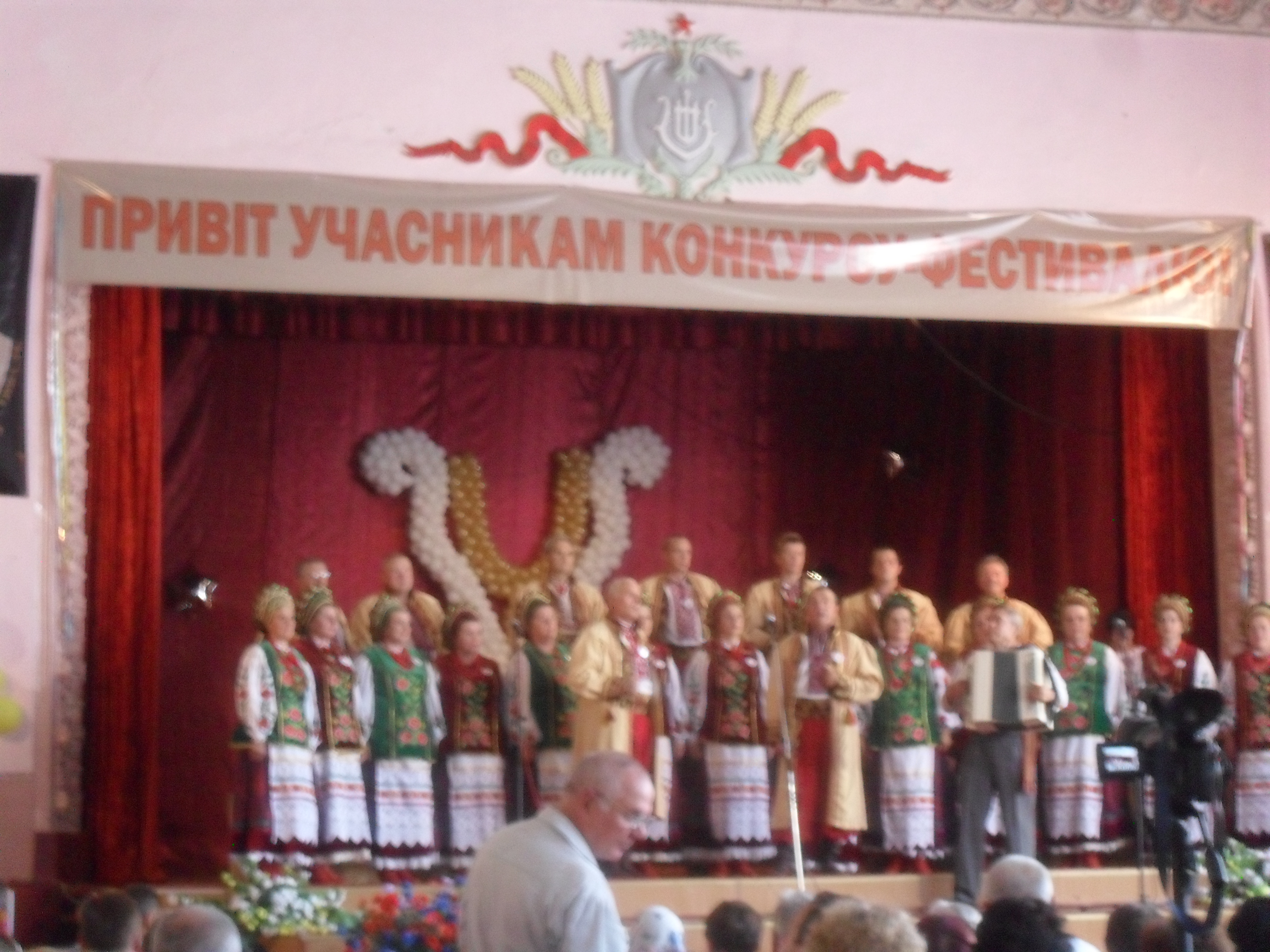
Прослуховування колективів під час Третього фестивалю.